# Amerikanische Philosophie
Als Amerikanische Philosophie werden im engeren Sinne philosophische Arbeiten bezeichnet, die von Amerikanern innerhalb der geographischen Grenzen der Vereinigten Staaten verfasst wurden. In einem weiteren Sinn rechnet man auch außerhalb der USA entstandene Werke von Philosophen hinzu, die zumindest einen Teil ihres Lebens in den Vereinigten Staaten verbrachten. Dies gilt z. B. für die Arbeiten von Alfred North Whitehead und George Santayana. Bis vor kurzem wurde der Begriff verwendet, um sich auf Philosophen europäischer Abstammung zu beziehen.
Die verschiedenen amerikanischen Denkschulen und philosophischen Traditionen waren vielfältig und standen oft im Widerspruch zueinander. Ihre Anliegen und Themen verschoben sich zu den verschiedenen Zeiten. So erhielt z. B. die Analyse der Sprache erst im zwanzigsten Jahrhundert einen hohen Stellenwert, während davor die Beziehung zwischen Philosophie und Religion von großer Bedeutung war. Die Entwicklung der amerikanischen Philosophie wird häufig als Spiegel der Ausbildung der kollektiven amerikanischen Identität gesehen.

## 17. Jahrhundert

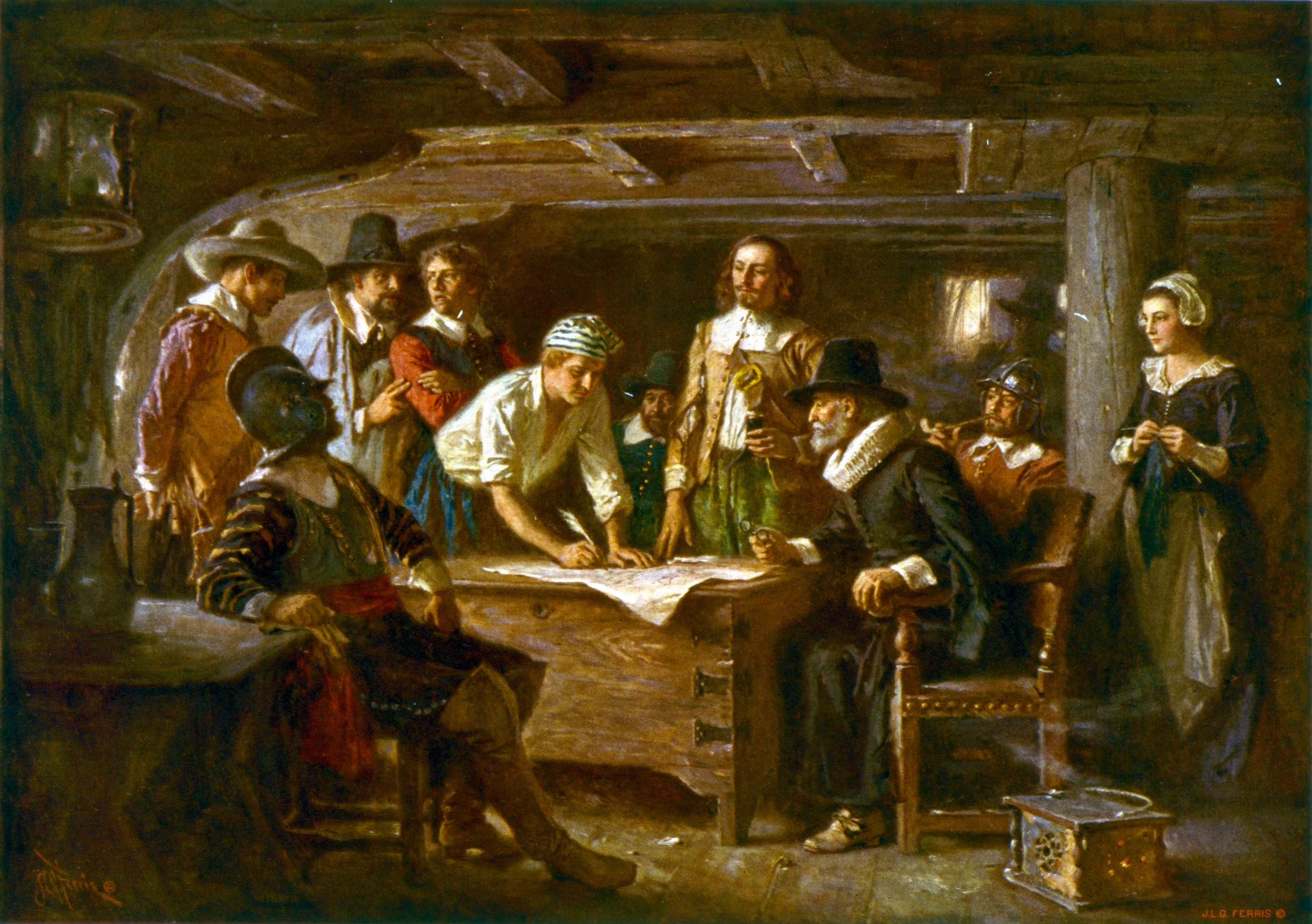
Der Mayflower Compact (1620) regelte die Beziehung zwischen Individuum und Gemeinschaft

Die meisten Standardwerke zur amerikanischen Philosophiegeschichte beginnen diese mit der europäischen Kolonisation, insbesondere mit der Ankunft der Puritaner in Neuengland. Bereits in den frühen kolonialen Dokumenten wie dem Mayflower Compact (1620), den Fundamental Orders of Connecticut (1639) und dem Massachusetts Body of Liberties (1641) formulierten sie die sozio-politische Positionen, die für die neu gegründeten Gemeinschaften grundlegend wurden. Von besonderer Bedeutung war dabei die Beziehung zwischen dem Individuum und der Gemeinschaft. Auch frühe Kolonialherren wie John Winthrop betonten den Vorrang des öffentlichen Lebens gegenüber dem privaten. Obwohl sehr einflussreich, waren solche Ansichten nicht universell. So vertraten der Maryland Toleration Act (1649) und die Schriften anderer einflussreicher Führer wie Roger Williams (Mitbegründer von Rhode Island) die Ansicht, dass religiöse Toleranz wichtiger sei als der Versuch, religiöse Homogenität in einer Gemeinschaft zu erreichen.

## 18. Jahrhundert
Die amerikanische Philosophie des 18. Jahrhunderts kann in zwei Hälften unterteilt werden. Die erste Hälfte war von der vom Great Awakening beeinflussten Theologie des reformierten puritanischen Calvinismus geprägt sowie von der Naturphilosophie der Aufklärung.  Die zweite Hälfte stand unter dem Einfluss der Moralphilosophie der stark mit dem politischen Denken der Gründerväter verbundenen amerikanischen Aufklärung, die an den amerikanischen Colleges gelehrt wurde und sich dort in den 1750er und 1770er Jahren stürmisch entwickelte.:xi, 12
Im 18. Jahrhundert strömten die Ideen Francis Bacons und der Aufklärungsphilosophen Descartes, Newton, Locke, Wollaston und Berkeley in das koloniale britische Amerika. Zwei gebürtige Amerikaner, Samuel Johnson und Jonathan Edwards, wurden zunächst von diesen Philosophen beeinflusst. Beide waren ursprünglich ordinierte puritanisch-kongregationalistische Geistliche, die sich viele der neuen Erkenntnisse der Aufklärung zu eigen machten. Sie waren in Yale ausgebildet und stark vom Idealismus Berkeleys beeinflusst. Beide prägten stark die weitere Entwicklung der politischen Philosophie Amerikas. Während aber Edwards seine reformierte puritanische Theologie auf Basis der calvinistischen Lehre gründete, konvertierte Johnson zur anglikanischen Episkopalreligion (der Church of England) und entwickelte dann seine neue amerikanische Moralphilosophie auf Basis von William Wollastons natürlicher Religion. Gegen Ende des Jahrhunderts ersetzte der schottische Common-Sense-Realismus die einheimischen Schulen dieser beiden Rivalen in den Philosophie-Lehrplänen der amerikanischen Colleges; er sollte bis zum Bürgerkrieg die dominierende Philosophie in der amerikanischen akademischen Welt bleiben.:127

### Einführung der Aufklärung in Amerika

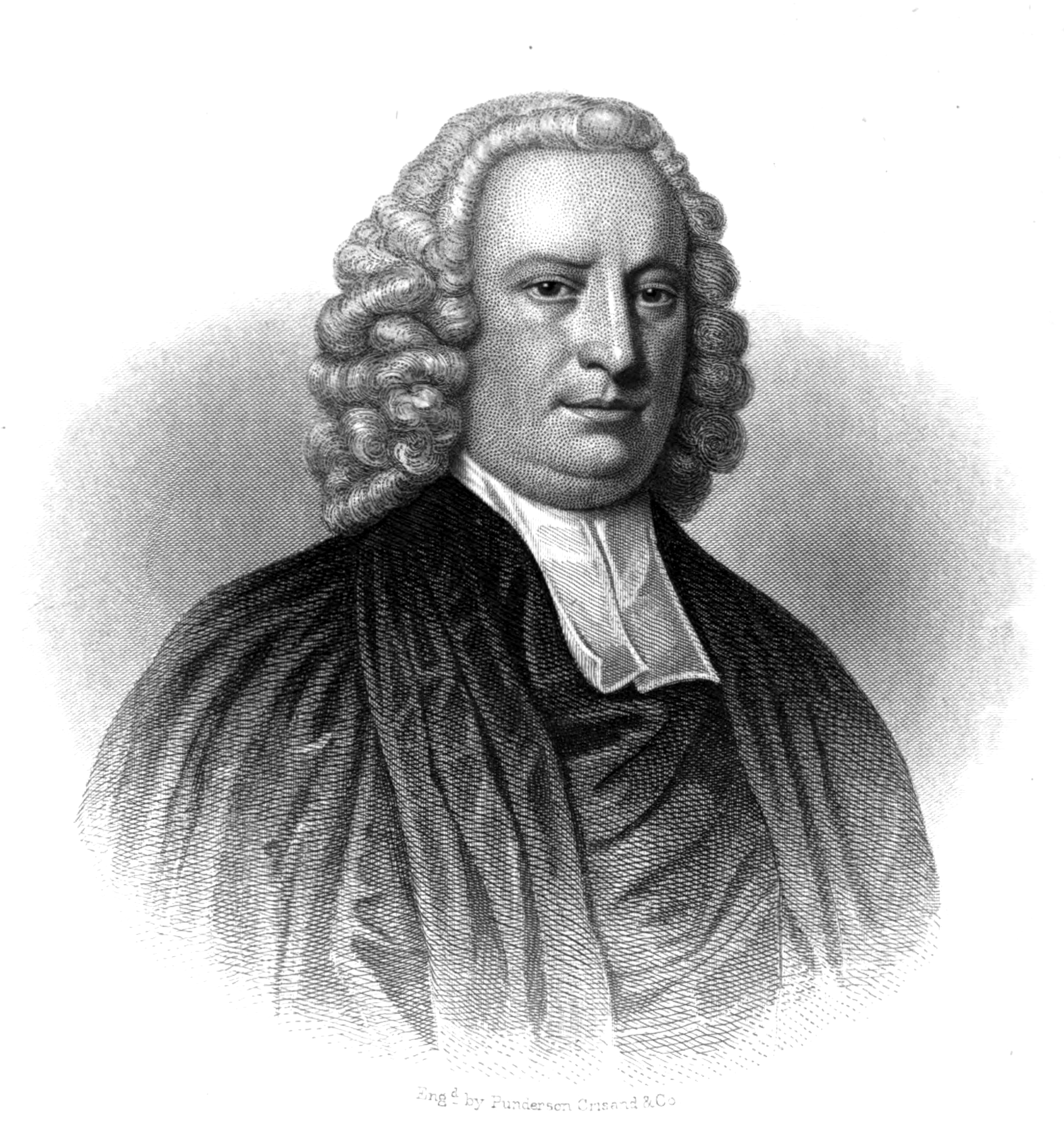
Samuel Johnson war eine Schlüsselfigur der amerikanischen Aufklärung

Die ersten etwa 100 Jahre der College-Ausbildung in den amerikanischen Kolonien wurden in Neuengland von der puritanischen Theologie William Ames’ und „den logischen Methoden des sechzehnten Jahrhunderts von Petrus Ramus“ dominiert :295. Im Jahre 1714 traf dann eine Schenkung von 800 Büchern aus England, gesammelt vom Kolonialagentem Jeremiah Dummer, in Yale ein.:34 Sie enthielten das, was als The New Learning bekannt wurde. Darunter waren die Werke von Locke, Descartes, Newton, Boyle, Shakespeare:34 und anderen Autoren der Aufklärungszeit, die den Tutoren und Absolventen der puritanischen Colleges in Yale und Harvard nicht bekannt waren. Sie wurden erstmals von einem achtzehnjährigen Studenten aus Guilford, Connecticut, dem jungen Amerikaner Samuel Johnson, geöffnet und studiert, der gerade auch Lord Francis Bacons Advancement of Learning gefunden und gelesen hatte. Johnson schrieb in seiner Autobiographie, dass „all dies wie eine Flut des Tages für seinen niedrigen Geisteszustand war“ und dass „er sich wie einer fühlte, der sofort aus dem Schimmer des Zwielichts in den vollen Sonnenschein des offenen Tages auftauchte“. :7Er betrachtete nun das, was er in Yale gelernt hatte, als „nichts als die scholastischen Spinnweben einiger kleiner englischer und holländischer Systeme, die man kaum noch auf der Straße aufgreifen würde.“:6
Johnson wurde 1716 zum Tutor in Yale ernannt. Er begann dort, den Lehrplan der Aufklärung zu unterrichten. Einer seiner Schüler war für eine kurze Zeit der fünfzehnjährige Jonathan Edwards. „Diese beiden brillanten Yale-Studenten jener Jahre, von denen jeder ein bekannter Denker und College-Präsident werden sollte, legten die fundamentale Natur des Problems“ der „Unstimmigkeiten zwischen der alten Lehre und der neuen“:296 offen, aber jeder hatte eine ganz andere Ansicht zu den Themen Prädestination versus freier Wille, Erbsünde versus das Streben nach Glück durch das Praktizieren von Tugend und die Erziehung von Kindern.

### Reformierter Calvinismus

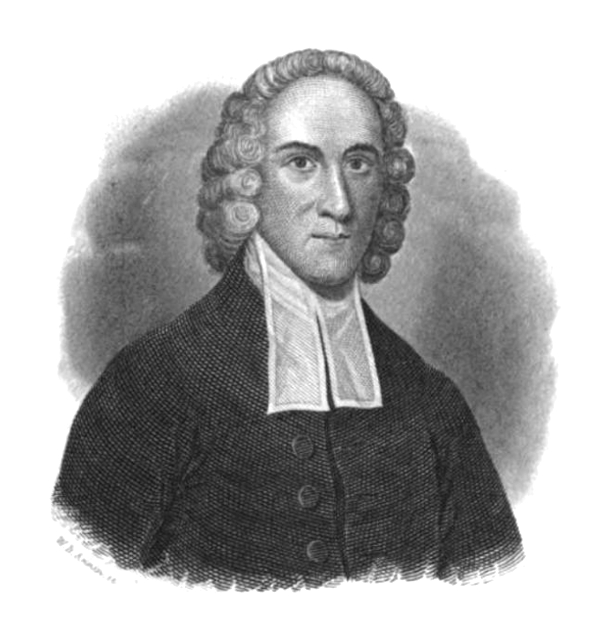
Jonathan Edwards verband die Ideen der Aufklärung mit dem Calvinismus

Jonathan Edwards gilt als Amerikas wichtigster und originellster philosophischer Theologe. Bekannt für seine energischen Predigten, wie z. B. Sinners in the Hands of an Angry God (dt.: Sünder in den Händen eines zornigen Gottes) – von der gesagt wird, dass sie das „erste große Erwachen“ eingeleitet hat –, betonte Edwards „die absolute Souveränität Gottes und die Schönheit von Gottes Heiligkeit“. In seinem Bestreben, den christlichen Platonismus mit einer empiristischen Erkenntnistheorie zu vereinen, war Edwards stark von George Berkeley beeinflusst, der selbst Empiriker war. Von ihm übernahm Edwards die Bedeutung des Immateriellen für die Gewinnung der menschlichen Erfahrung.
Der nicht-materielle Geist besteht für Edwards aus Verstand und Willen. Der Verstand, interpretiert in einem Newtonschen Rahmen, führt zur grundlegenden metaphysischer Kategorie des Widerstands. Welche Eigenschaften ein Objekt auch immer haben mag, es hat diese Eigenschaften, weil das Objekt Widerstand leistet. Widerstand selbst ist die Ausübung von Gottes Macht. Diese kann in Newtons Bewegungsgesetzen gesehen werden, wo ein Objekt „unwillig“ ist, seinen aktuellen Bewegungszustand zu ändern: ein Objekt in Ruhe wird in Ruhe bleiben und ein Objekt in Bewegung wird in Bewegung bleiben.
Obwohl Jonathan Edwards die puritanische Theologie reformierte, indem er Ideen der Aufklärung aus der Naturphilosophie und von Locke, Newton und Berkeley übernahm, blieb er ein Calvinist und harter Determinist. Edwards lehnte auch die Freiheit des Willens ab und sagte: „We can do as we please, but we cannot please as we please“ (deutsch: „Wir können tun, was wir wollen, aber wir können nicht wollen, was wir wollen“). Nach Edwards führen weder gute Werke noch ein aus sich selbst heraus entstehender Glaube zur Erlösung, sondern es ist die bedingungslose Gnade Gottes, die allein über das menschliche Glück entscheidet.

### Aufklärung
Während die amerikanische philosophische Tradition des 17. und frühen 18. Jahrhunderts dezidiert von religiösen Themen und der reformatorischen Vernunft von Petrus Ramus geprägt war, kam es im 18. Jahrhundert zu einer stärkeren Hinwendung zu den Wissenschaften und den neuen Erkenntnissen des Zeitalters der Aufklärung. Dies war verbunden mit einem idealistischen Glauben an die Perfektibilität des Menschen durch Ethik und Moralphilosophie, Laissez-faire-Ökonomie und einem neuen Fokus auf politische Fragen.
Samuel Johnson wurde häufig als eigentlicher „Begründer der amerikanischen Philosophie“ und als erster bedeutender Philosoph im kolonialen Amerika bezeichnet. Er war der Autor des ersten in Amerika veröffentlichten Philosophie-Lehrbuchs. Johnson interessierte sich nicht nur für Philosophie und Theologie, sondern auch für Bildungstheorien und Wissensklassifizierungsschemata, die er für das Verfassen von Enzyklopädien, die Entwicklung von College-Lehrplänen und die Erstellung von Bibliotheksklassifizierungssystemen nutzte. :199–236
Johnson war ein Befürworter der Ansicht, dass „das Wesen der wahren Religion die Moral ist“. Er glaubte, dass „das Problem des Konfessionalismus“:236 gelöst werden könnte, indem man eine nicht konfessionell gebundenen, gemeinsame Moralphilosophie lehrt, die für alle Religionen akzeptabel ist. So entwarf er eine Moralphilosophie, die stark von Descartes, Locke, William Wollastons Religion of Nature Delineated und dem idealistischen Philosophen George Berkeley beeinflusst war. Mit Berkeley hatte Johnson zwischen 1729 und 1731 in Rhode Island studiert. Johnson lehnte Calvins Doktrin der Prädestination entschieden ab. Er  glaubte, dass die Menschen autonome, mit einem freien Willen und den Locke'schen Naturrechten ausgestattete moralische Akteure sind. Seine Philosophie der Verschmelzung von natürlicher Religion und Idealismus, die als „amerikanischer praktischer Idealismus“ bezeichnet wurde:158 Anm. 24, entwickelte Johnson als eine Reihe von College-Lehrbüchern in sieben Ausgaben zwischen 1731 und 1754. Diese Werke und sein Dialog Raphael, or The Genius of the English America, der zur Zeit der Stamp-Act-Krise geschrieben wurde, gehen über die Einflüsse von Wollaston und Berkeley hinaus.:370 So enthält der Dialog Raphael  Abschnitte über Ökonomie, Psychologie, den Unterricht von Kindern und politische Philosophie.

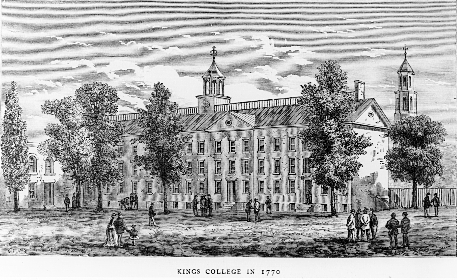
Kings College (Columbia University) 1770

Die Moralphilosophie definiert Johnson in seinem College-Lehrbuch Elementa Philosophica als „the Art of pursuing our highest Happiness by the practice of virtue“ (deutsch: „die Kunst, unser höchstes Glück durch die Praxis der Tugend zu verfolgen“).:392 Sie wurde von Präsident Thomas Clap von Yale, Benjamin Franklin und Propst William Smith an der Academy and College of Philadelphia gefördert und am King's College (heute Columbia University) gelehrt. Samuel Johnson war zu seiner Zeit sehr einflussreich: Man schätzt, dass etwa die Hälfte der amerikanischen College-Studenten zwischen 1743 und 1776:296, Anm. 65 und mehr als die Hälfte der Männer, die zur Unabhängigkeitserklärung beitrugen oder über sie debattierten, Johnsons Moralphilosophie eng verbunden waren:299–300. Drei Mitglieder des Fünferkomitees, das die Unabhängigkeitserklärung redigierte, waren enge Vertraute Johnsons: sein Förderer, Freund und Verleger Benjamin Franklin, sein King's-College-Schüler Robert R. Livingston und der juristische Protegé seines Sohnes Roger Sherman. Johnsons Sohn William Samuel Johnson war der Vorsitzende des Stilkomitees, das die US-Verfassung schrieb.

### Die politische Philosophie der Gründer

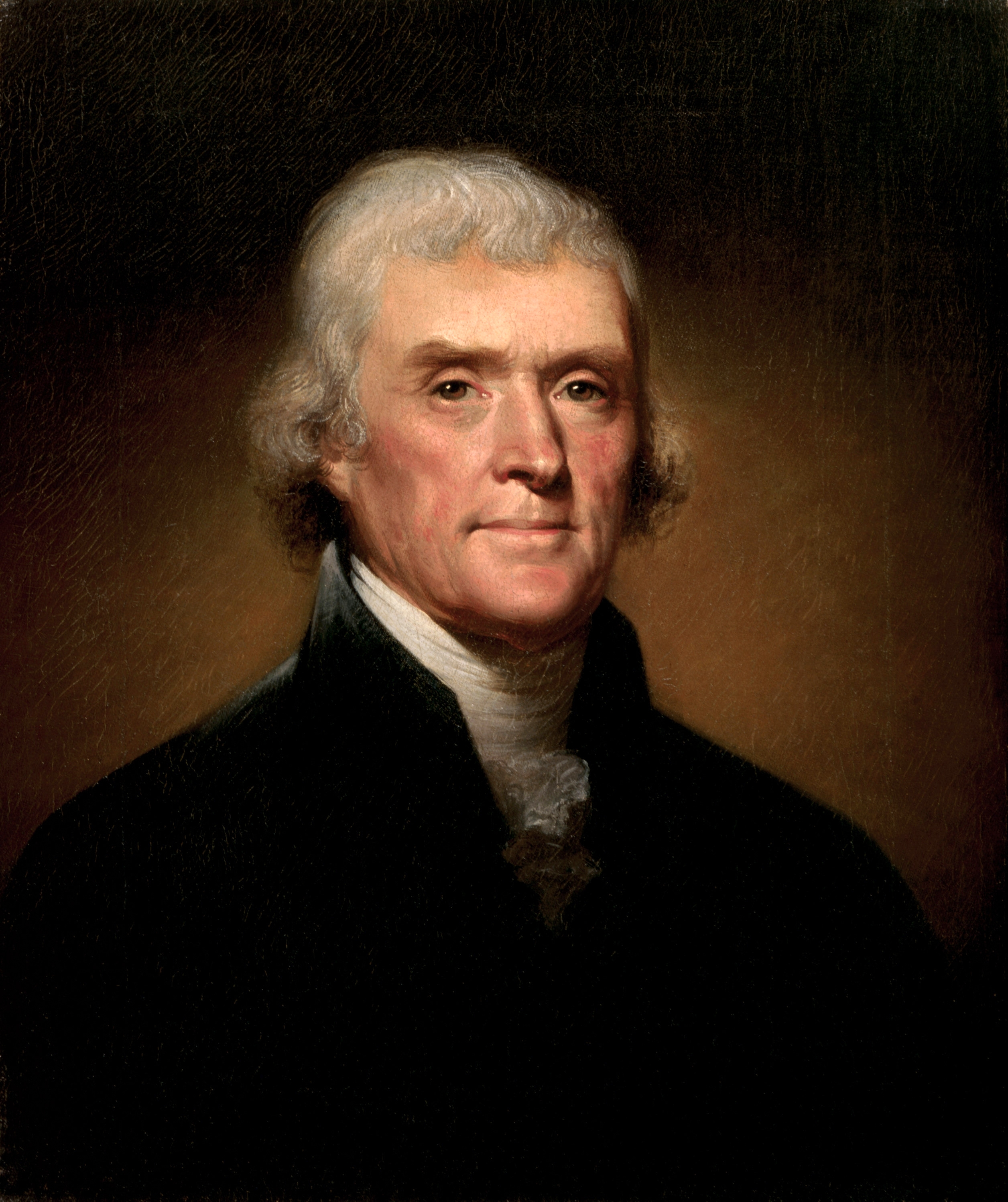
Thomas Jefferson war der Haupt-Verfasser der amerikanischen Unabhängigkeitserklärung

Etwa zur Zeit des Stamp Act stieg das Interesse an der politischen Philosophie. Viele der Gründerväter schrieben ausgiebig über politische Themen, darunter John Adams, John Dickinson, Alexander Hamilton, John Jay, Thomas Jefferson, Benjamin Franklin und James Madison. In Fortführung der Hauptanliegen der Puritaner im 17. Jahrhundert diskutierten die Gründerväter über die Beziehung zwischen Gott, dem Staat und dem Individuum. Daraus resultierten die Unabhängigkeitserklärung der Vereinigten Staaten (1776) und die Verfassung der Vereinigten Staaten (1788).
Die amerikanische Verfassung legte eine föderale und republikanische Regierungsform fest, die durch ein Gleichgewicht der Gewalten gekennzeichnet ist, das von einem System der gegenseitigen Kontrolle zwischen den drei Regierungszweigen begleitet wird: einer Judikative, einer Exekutive, die vom Präsidenten geführt wird, und einer Legislative, die sich aus einer Zweikammer-Legislative zusammensetzt, bei der das Repräsentantenhaus das Unterhaus und der Senat das Oberhaus ist.
Der Großteil der 106 an der Unabhängigkeitserklärung zwischen dem 5. September 1774 und dem 4. Juli 1776 Mitwirkenden waren Mitglieder konfessioneller christlicher Kirchen. So enthielt die Unabhängigkeitserklärung Hinweise auf den Schöpfer, den Gott der Natur, die göttliche Vorsehung und den obersten Richter der Welt.
Alle Gründerväter hatten aber Johnsons, Franklins und Smiths nicht-konfessionelle Moralphilosophie studiert und standen unter dem Einfluss der deistischen Tendenzen der Wollaston'schen Naturreligion, wie die Formulierungen „the Laws of Nature, and Nature's God“ (deutsch: „die Gesetze der Natur und der Gott der Natur“) und „the pursuit of Happiness“ (deutsch: „das Streben nach Glück“) in der Deklaration belegen.

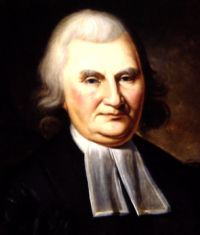
John Witherspoon führte die Common-Sense-Philosophie in die amerikanischen Colleges ein

Als eine alternative Moralphilosophie zum einheimischen amerikanischen Praktischen Idealismus führte John Witherspoon, ein schottischer Einwanderer, Pädagoge und presbyterianischer Geistlicher die Scottish Commonsense Philosophy in die amerikanischen Colleges ein:213. Seine Moralphilosophie basierte auf dem Werk des schottischen Philosophen Francis Hutcheson, der auch John Adams beeinflusste.:122 Als Präsident Witherspoon 1768 am College of New Jersey ankam, erweiterte er das Angebot an Naturphilosophie, entfernte die Berkeley-Anhänger aus der Fakultät, darunter Jonathan Edwards, Jr. und lehrte seine eigene, von Hutcheson beeinflusste Form der schottischen Moralphilosophie des angeborenen Sinns.:388, Anm. 81 Einige Historiker sind der Ansicht, dass diese importierte schottische Philosophie die Grundlage für die Gründungsdokumente Amerikas war:195, 288, während andere diese Behauptung jedoch in Frage stellen
Thomas Paine, der englische Intellektuelle, Pamphletist und Revolutionär, der Common Sense und Rights of Man schrieb, war ein einflussreicher Förderer der politischen Ideen der Aufklärung in Amerika, obwohl er kein Philosoph war. Common Sense, das als „das aufrührerischste und populärste Pamphlet der gesamten revolutionären Ära“ beschrieben wurde, lieferte die Legitimation für den amerikanischen Unabhängigkeitskrieg gegen die britische Krone. Obwohl sie 1776 populär war, gibt die Historikerin Pauline Maier zu bedenken, dass „Paines Einfluss bescheidener war, als er behauptete und als seine enthusiastischeren Bewunderer annehmen.“
Generell waren es in der Mitte des achtzehnten Jahrhunderts die Colleges, in denen die Ideen der neuen Moralphilosophie studiert und die Grundlagen der amerikanischen Identität geschaffen wurde.:346

## 19. Jahrhundert
Im 19. Jahrhundert begann der Aufstieg der Romantik in Amerika. Die amerikanische Spielart der Romantik war der Transzendentalismus; er gilt als eine der wichtigsten amerikanischen Innovationen. Im 19. Jahrhundert begann auch der Aufstieg der Schule des Pragmatismus, zusammen mit einer kleineren, hegelianischen philosophischen Bewegung, die von George Holmes Howison angeführt wurde und sich in St. Louis konzentrierte, wobei der Einfluss des amerikanischen Pragmatismus den der kleinen hegelianischen Bewegung bei weitem übertraf.
Andere Reaktionen auf den Materialismus waren der „Objektive Idealismus“ von Josiah Royce und der „Personalismus“, manchmal auch „Bostoner Personalismus“ genannt, von Borden Parker Bowne.

### Transzendentalismus

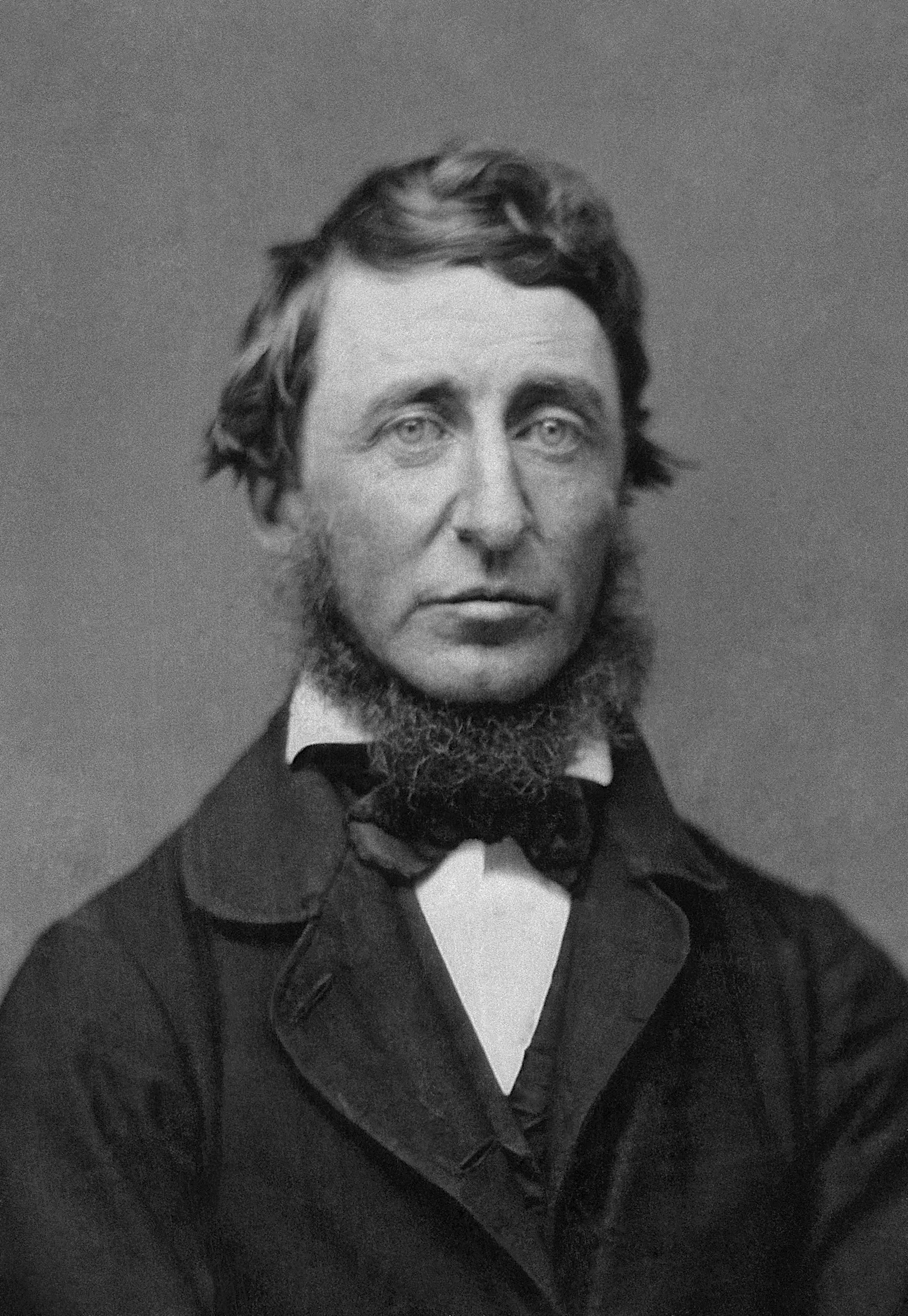
Henry David Thoreau war einer der führenden Vertreter des Transzendentalismus

Der Transzendentalismus in den Vereinigten Staaten war durch eine Betonung der subjektiven Erfahrung gekennzeichnet und kann als eine Reaktion gegen den Modernismus und Intellektualismus im Allgemeinen und die mechanistische, reduktionistische Weltanschauung im Besonderen angesehen werden. Der Transzendentalismus ist gekennzeichnet durch den ganzheitlichen Glauben an einen idealen spirituellen Zustand, der das Physische und Empirische „transzendiert“. Dieser perfekte Zustand könne nur durch die eigene Intuition und persönliche Reflexion erreicht werden, im Gegensatz zu industriellem Fortschritt und wissenschaftlichem Fortschritt oder den Prinzipien und Vorschriften der traditionellen, organisierten Religion.
Die transzendentalistischen Schriftsteller strebten eine Rückbesinnung auf die Natur an. Wirkliches, wahres Wissen ist nach ihrer Auffassung immer persönlich und kann nur aus dem persönlichen Eintauchen in die Natur entstehen, im Gegensatz zum wissenschaftlichen Wissen, das das Ergebnis empirischer Sinneserfahrung sei. Das wahre Wissen könne nur durch die Distanzierung von der Gesellschaft erreicht werden. Die Lehren der Wissenschaften, politische Institutionen und die konventionellen Regeln der Moral, wie sie von der traditionellen Religion diktiert werden, müssten dabei transzendiert werden.
Zu den bekanntesten transzendentalistischen Schriftstellern gehören Ralph Waldo Emerson, Henry David Thoreau (Walden; or, Life in the Woods; dt. Walden oder Leben in den Wäldern) und Margaret Fuller.

### Darwinismus
Die Veröffentlichung von Charles Darwins Evolutionstheorie in seinem 1859 erschienenen Buch On the Origin of Species hatte einen starken Einfluss auf die weitere Entwicklung der amerikanischen Philosophie. Zu den Protagonisten dieser neuen Theorie gehörten John Fiske und Chauncey Wright, die die klassischen philosophischen Konzepte von Moral und Geist in darwinistischen Kategorien verstehen wollten. Mit ihren Arbeiten schufen sie die Grundlagen für die evolutionäre Psychologie und die evolutionäre Ethik.

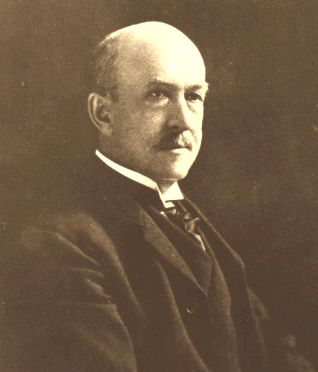
William Graham Sumner verband den Darwinismus mit einem Laissez-faire-Kapitalismus

Darwins biologische Theorie wurde auch in die sozialen und politischen Philosophien des englischen Denkers Herbert Spencer und des amerikanischen Philosophen William Graham Sumner integriert. Herbert Spencer, der den Begriff „Survival of the Fittest“ prägte, glaubte, dass Gesellschaften in einem Kampf ums Überleben stehen und die Stellung bestimmter Gruppen innerhalb einer Gesellschaft von ihrem Maß an „Fitness“ abhängt. Der Kampf ums Überleben sei für die Menschheit letztlich von Vorteil, da so auf lange Sicht die Schwachen ausgemerzt werden und nur die Starken überleben. Diese Position wird oft als Sozialdarwinismus bezeichnet, wobei die Laissez-faire-Überzeugungen von Sumner und Spencer im Unterschied zu den eugenischen Bewegungen die Zwangszucht als Mittel der Steuerung der gesellschaftlichen Entwicklung ablehnten.
Sumner, der stark von Spencer beeinflusst war, glaubte zusammen mit dem Industriellen Andrew Carnegie, dass der Laissez-faire-Kapitalismus das natürliche politisch-ökonomische System ist, das zum größten Wohlstand einer Gesellschaft führt. Neben seiner Befürwortung freier Märkte vertrat er einen Antiimperialismus (ihm wird die Prägung des Begriffs „Ethnozentrismus“ zugeschrieben) und trat für den Goldstandard ein.

### Pragmatismus
Die vielleicht einflussreichste, spezifisch amerikanische Denkschule ist der Pragmatismus. Er entwickelte sich im späten neunzehnten Jahrhundert mit seinen Hauptvertretern Charles Sanders Peirce, William James und John Dewey. Den Kern des Pragmatismus bildet die Annahme, dass der Glaube das ist, wonach man bereit ist zu handeln. Die Bedeutung eines Satzes sei die Praxis, die sich aus der Annahme des Satzes als wahr ergibt.

#### Charles Sanders Peirce

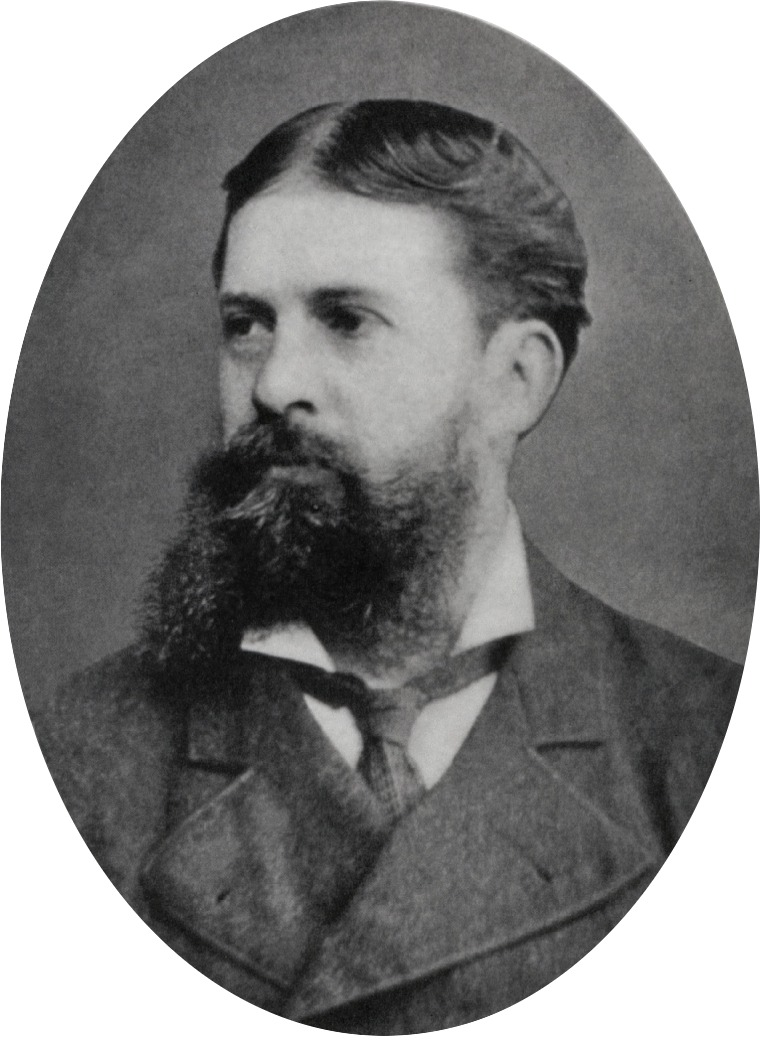
Charles Sanders Peirce, ein amerikanischer Pragmatiker, Logiker, Mathematiker, Philosoph und Naturwissenschaftler

Der Universalgelehrte, Logiker, Mathematiker, Philosoph und Wissenschaftler Charles Sanders Peirce (1839–1914) prägte in den 1870er Jahren den Begriff „Pragmatismus“. Er war Mitglied des The Metaphysical Club, eines Konversationsclubs von Intellektuellen, zu dem auch Chauncey Wright, der spätere Supreme Court Justice Oliver Wendell Holmes, Jr., und eine weitere frühe Figur des Pragmatismus, William James zählten. Zusätzlich zu seinen tiefgreifenden Beiträgen zur Semiotik, Logik und Mathematik schrieb Peirce die Dokumente, die als die Gründungsdokumente des Pragmatismus gelten, The Fixation of Belief (1877) und How to Make Our Ideas Clear (1878).
In The Fixation of Belief (dt. Die Festlegung einer Überzeugung) argumentiert Peirce für die Überlegenheit der wissenschaftlichen Methode bei der Klärung von Glaubensfragen in der Theorie. In How to Make Our Ideas Clear plädiert Peirce für den Pragmatismus, den er später als pragmatische Maxime bezeichnete: „Überlegen Sie, welche Wirkungen, die möglicherweise praktische Bedeutung haben könnten, wir uns von dem Gegenstand unserer Vorstellung versprechen. Dann ist unsere Vorstellung von diesen Wirkungen die Gesamtheit unserer Vorstellung von dem Objekt“. Peirce betonte, dass eine Vorstellung allgemein ist, so dass ihre Bedeutung nicht aus einer Reihe von tatsächlichen, bestimmten Wirkungen selbst besteht. Stattdessen wird die Konzeption eines Objekts gleichgesetzt mit einer Konzeption der Wirkungen dieses Objekts in einem allgemeinen Umfang ihrer denkbaren Implikationen für die informierte Praxis. Diese denkbaren praktischen Implikationen sind die Bedeutung des Begriffs.
Die Maxime soll helfen, Verwirrungen fruchtbar zu machen, die z. B. durch Unterscheidungen entstehen, die zwar formale, aber keine praktischen Unterschiede machen. Traditionell zerlegt man eine Vorstellung in Teile (sein Beispiel: eine Definition von Wahrheit als Entsprechung eines Zeichens zu seinem Gegenstand). Zu diesem notwendigen, aber begrenzten Schritt fügt die Maxime einen weiteren und praxisorientierten Schritt hinzu (sein Beispiel: eine Definition von Wahrheit als hinreichender Untersuchung bestimmter Zweck).
Sie ist das Herzstück seines Pragmatismus als einer Methode der experimentellen mentalen Reflexion, die zu Vorstellungen im Sinne von denkbaren bestätigenden und nicht bestätigenden Umständen gelangt – eine Methode, die der Bildung von erklärenden Hypothesen förderlich ist und dem Nutzen und der Verbesserung der Verifikation dient. Typisch für Peirce ist seine Beschäftigung mit der Inferenz auf erklärende Hypothesen als außerhalb der üblichen Gründungsalternative zwischen deduktivistischem Rationalismus und induktivistischem Empirismus, obwohl er selbst ein Mathematiker der Logik und ein Begründer der Statistik war.
Peirces Philosophie umfasst ein durchdringendes Drei-Kategorien-System, sowohl Fallibilismus als auch den antiskeptischen Glauben, dass Wahrheit auffindbar und unveränderlich ist, Logik als formale Semiotik (einschließlich semiotischer Elemente und Zeichenklassen, Inferenzmodi und Untersuchungsmethoden zusammen mit Pragmatismus und kritischem Common-Sensismus), Scholastischer Realismus, Theismus, objektiver Idealismus und der Glaube an die Realität der Kontinuität von Raum, Zeit und Gesetz sowie an die Realität des absoluten Zufalls, der mechanischen Notwendigkeit und der schöpferischen Liebe als Prinzipien, die im Kosmos und als Modi seiner Evolution wirken.

#### William James

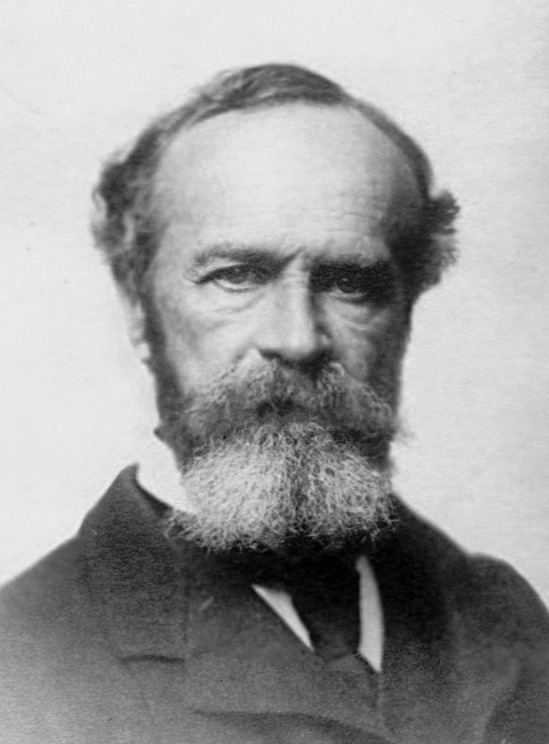
William James, ein amerikanischer Pragmatiker und Psychologe

William James (1842–1910) war „ein origineller Denker in und zwischen den Disziplinen der Physiologie, Psychologie und Philosophie“. Er ist berühmt als Autor von The Varieties of Religious Experience, seinem monumentalen Werk The Principles of Psychology und seiner Vorlesung The Will to Believe.
James und Peirce[56] sahen im Pragmatismus vertraute Haltungen, die zu einer radikal neuen philosophischen Methode zur Klärung von Ideen und damit zur Lösung von Dilemmata ausgearbeitet wurden. In seinem 1910 erschienenen Werk Pragmatism: A New Name for Some Old Ways of Thinking (Ein neuer Name für einige alte Denkweisen) paraphrasierte James die pragmatische Maxime von Peirce wie folgt:

„T]he tangible fact at the root of all our thought-distinctions, however subtle, is that there is no one of them so fine as to consist in anything but a possible difference of practice. To attain perfect clearness in our thoughts of an object, then, we need only consider what conceivable effects of a practical kind the object may involve — what sensations we are to expect from it, and what reactions we must prepare.“

„Die greifbare Tatsache, die allen unseren Gedankenunterschieden zugrunde liegt, wie subtil sie auch sein mögen, ist, dass kein einziger von ihnen so fein ist, dass er in etwas anderem als einem möglichen Unterschied in der Praxis besteht. Um vollkommene Klarheit in unseren Gedanken über einen Gegenstand zu erlangen, brauchen wir also nur zu erwägen, welche denkbaren Wirkungen praktischer Art der Gegenstand mit sich bringen kann – welche Empfindungen wir von ihm zu erwarten haben und welche Reaktionen wir vorbereiten müssen.“

Er fuhr dann fort, den Pragmatismus dahingehend zu charakterisieren, dass er nicht nur eine Methode zur Klärung von Ideen propagiert, sondern auch eine bestimmte Theorie der Wahrheit befürwortet. Peirce lehnte letzteres von James ab und zog es vor, die pragmatische Maxime nur als eine Maxime der Logik und den Pragmatismus als eine methodologische Haltung zu beschreiben, wobei er explizit bestritt, dass es sich um eine substanzielle Doktrin oder Theorie über irgendetwas handelte, sei es Wahrheit oder anderes.
James ist auch für seinen radikalen Empirismus bekannt, der davon ausgeht, dass die Beziehungen zwischen den Objekten ebenso real sind wie die Objekte selbst. James war auch ein Pluralist, da er glaubte, dass es tatsächlich mehrere korrekte Darstellungen der Wahrheit geben kann. Er lehnte die Korrespondenztheorie der Wahrheit ab und vertrat stattdessen die Ansicht, dass zur Wahrheit eine Überzeugung, Fakten über die Welt, andere Hintergrundüberzeugungen und zukünftige Konsequenzen dieser Überzeugungen gehören. Später in seinem Leben vertrat James auch den neutralen Monismus, die Ansicht, dass die ultimative Realität von einer Art ist und weder mental noch physisch ist.[58]

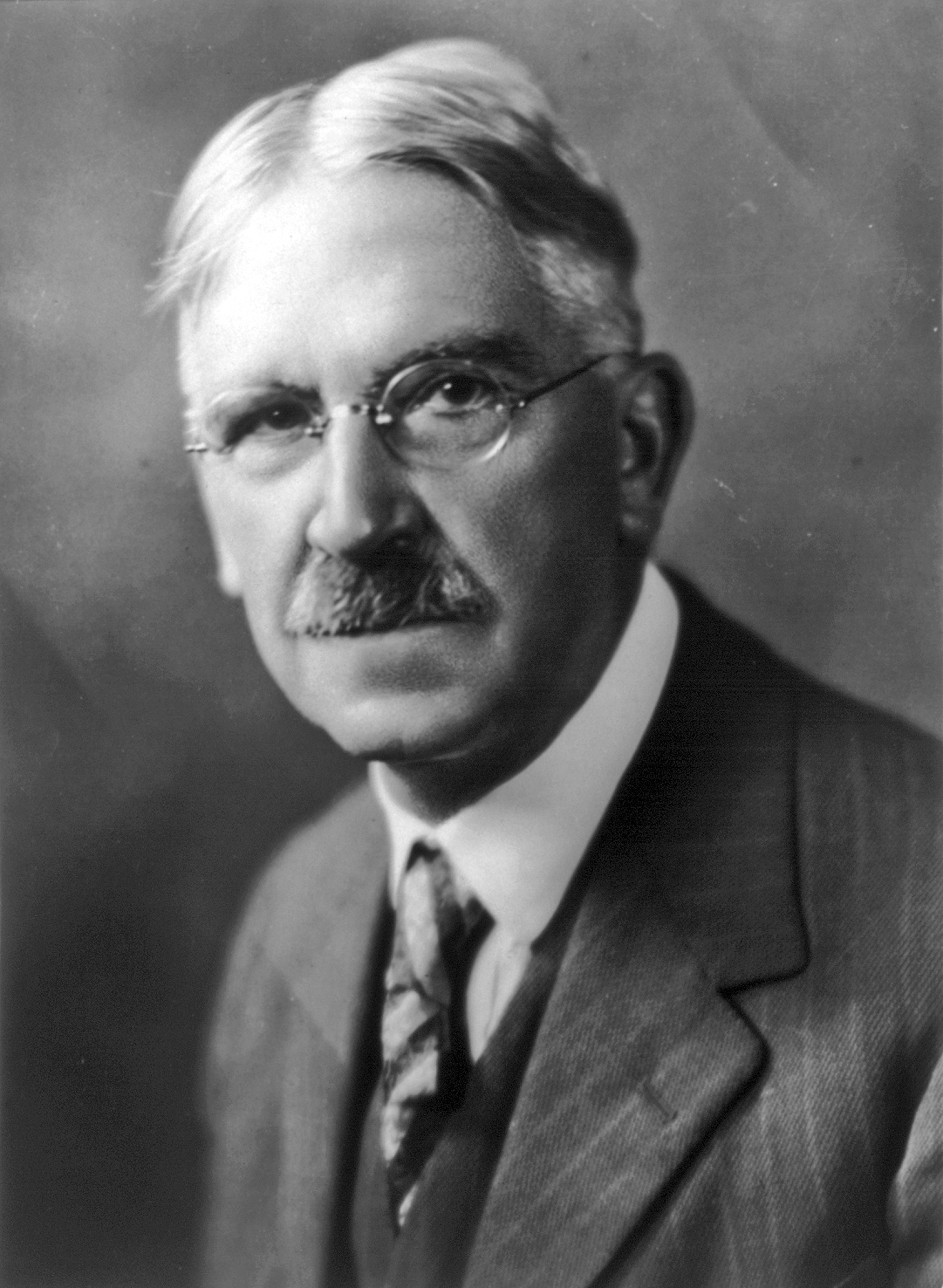
John Dewey führte den Pragmatismus im amerikanischen Schulwesen ein

#### John Dewey
John Dewey (1859–1952) beschäftigte sich zwar immer noch mit der erhabenen akademischen philosophischen Arbeit von James und Peirce vor ihm, schrieb aber auch ausgiebig über politische und soziale Angelegenheiten, und seine Präsenz in der öffentlichen Sphäre war viel größer als die seiner pragmatistischen Vorgänger. John Dewey war nicht nur einer der Mitbegründer des Pragmatismus, sondern auch einer der Begründer der funktionalen Psychologie und eine führende Figur der progressiven Bewegung im amerikanischen Schulwesen in der ersten Hälfte des 20. Jahrhunderts.
Dewey argumentierte gegen den Individualismus des klassischen Liberalismus und behauptete, dass soziale Institutionen nicht „Mittel sind, um etwas für Individuen zu erhalten. Sie sind Mittel, um Individuen zu schaffen“. Er vertrat die Ansicht, dass Individuen keine Dinge sind, die von sozialen Institutionen aufgenommen werden sollten, sondern dass soziale Institutionen den Individuen vorausgehen und sie formen. Diese sozialen Einrichtungen sind ein Mittel, um Individuen zu schaffen und die individuelle Freiheit zu fördern.
Dewey ist bekannt für seine Arbeit in der angewandten Philosophie der Philosophie der Erziehung. Deweys Erziehungsphilosophie ist eine, in der Kinder durch Handeln lernen. Dewey glaubte, dass die Schulzeit unnötig lang und formell sei und dass Kinder besser lernen, wenn sie sich auf Aktivitäten im wirklichen Leben einlassen. Zum Beispiel könnten Schüler in Mathematik lernen, indem sie beim Kochen Proportionen ausrechnen oder sehen, wie lange es dauern würde, mit bestimmten Transportmitteln eine Strecke zurückzulegen.

## 20. Jahrhundert

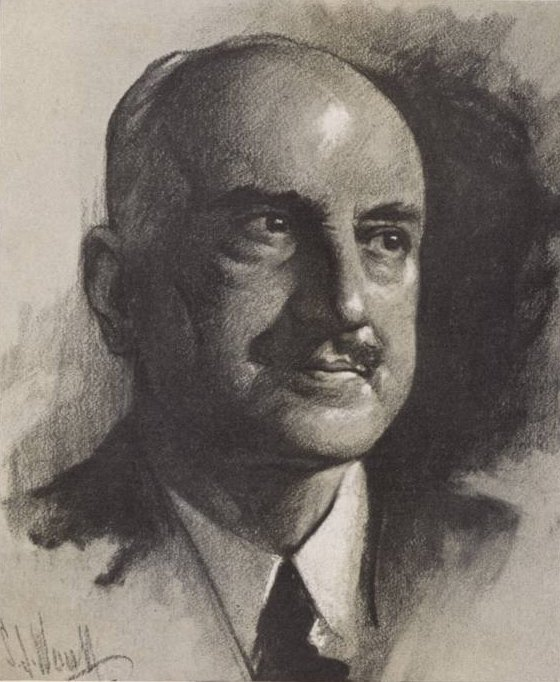
George Santayana, ein spanisch-amerikanischer Philosoph

Der Pragmatismus, der im 19. Jahrhundert in Amerika entstand, wurde zu Beginn des 20. Jahrhunderts von anderen philosophischen Denkschulen begleitet und schließlich, wenn auch nur vorübergehend, von ihnen verdrängt. Im 20. Jahrhundert entstand die Prozessphilosophie, die ihrerseits von der naturwissenschaftlichen Weltanschauung und der Relativitätstheorie Albert Einsteins beeinflusst wurde. Die Mitte des 20. Jahrhunderts war Zeuge der zunehmenden Popularität der Sprachphilosophie und der analytischen Philosophie in Amerika. Der Existentialismus und die Phänomenologie erreichten in Amerika nie den Grad an Popularität wie in Kontinentaleuropa.

### Ablehnung des Idealismus
Der Pragmatismus setzte in den Vereinigten Staaten seinen Einfluss bis ins 20. Jahrhundert fort. Einer seiner führenden Verfechter war der in Spanien geborene Philosoph George Santayana. Für ihn stand der Idealismus im Widerspruch zum gesunden Menschenverstandes. Für Santayana war die idealistische Forderung nach sicherem Wissen nicht erfüllbar, diese müsse in Skepsis münden. Wissen beinhalte vielmehr eine Art von Glauben, den er als „tierischen Glauben (animal faith)“ bezeichnete. In seinem Buch Scepticism and Animal Faith  behauptet er, dass Wissen nicht das Ergebnis von Argumentation ist. Stattdessen ist Wissen das, was benötigt wird, um zu handeln und sich erfolgreich mit der Welt auseinanderzusetzen.
Als Naturalist war Santayana ein scharfer Kritiker des epistemologischen Fundamentalismus. Die Erklärung von Ereignissen in der natürlichen Welt fällt in den Bereich der Wissenschaft, während die Bedeutung und der Wert dieses Handelns von Philosophen untersucht werden sollte. Santayana wurde im intellektuellen Klima der „Common Sense“-Philosophie von den Denkern der Bewegung des Neuen Realismus, wie Ralph Barton Perry, begleitet.
In der Kritik des Idealismus war sich Santayana mit den amerikanischen Vertretern des kritischen Realismus des frühen 20. Jahrhunderts – wie Roy Wood Sellars einig. Sellars kam aber später zu dem Schluss, dass Santayana und Charles Augustus Strong in ihrer Betonung der veridikalen Wahrnehmung dem Neuen Realismus näher standen, während Sellars, Arthur O. Lovejoy und James Bissett Pratt eher zu den kritischen Realisten gezählt wurden, die „die Unterscheidung zwischen Intuition und denotativer Charakterisierung“ betonten.

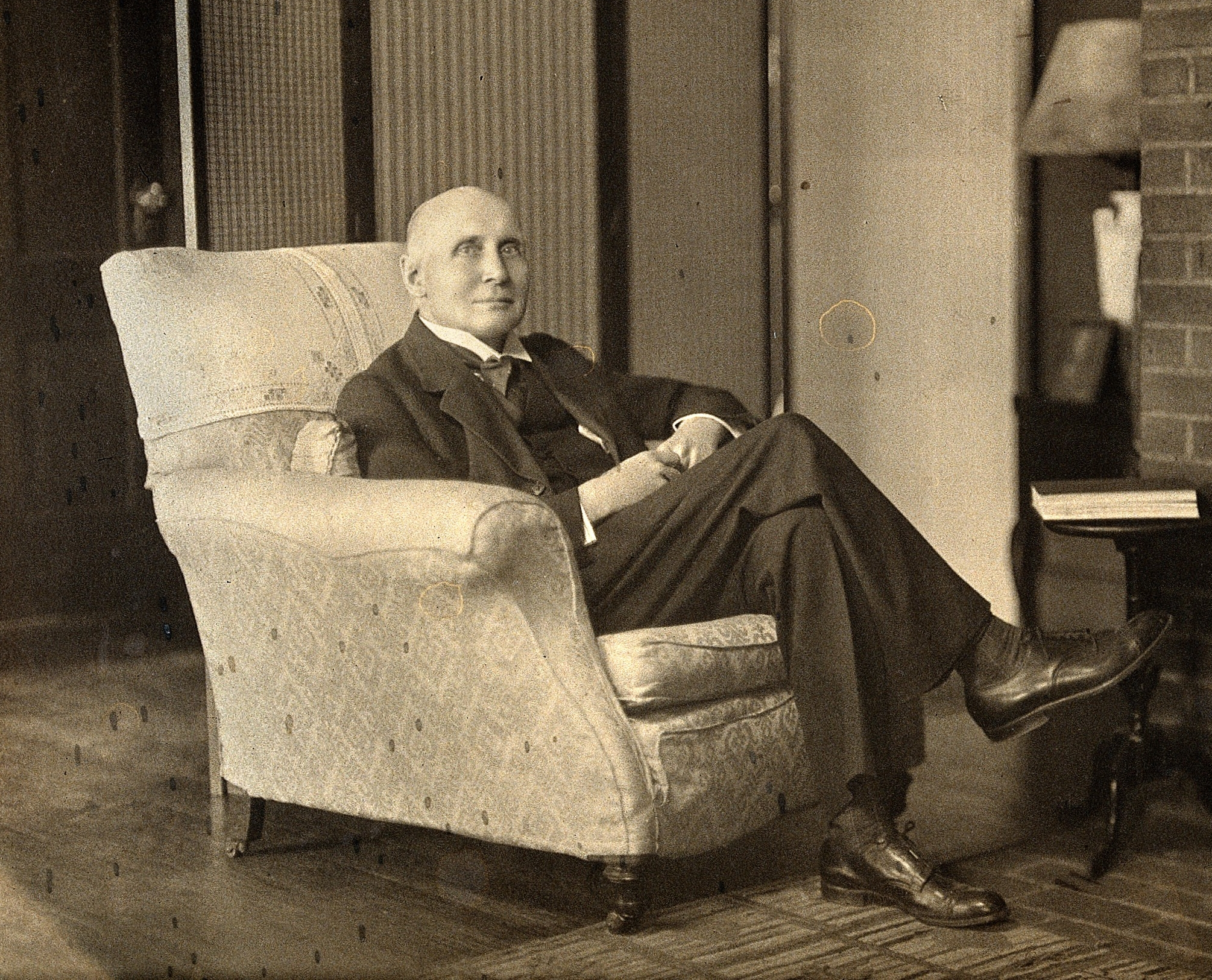
Alfred North Whitehead, der Begründer der Prozessphilosophie

### Prozessphilosophie
Die Prozessphilosophie umfasst das Einsteinsche Weltbild; zu ihren Hauptvertretern gehören Alfred North Whitehead und Charles Hartshorne. Die Kernannahme der Prozessphilosophie ist, dass Ereignisse und Prozesse die hauptsächlichen ontologischen Kategorien sind. Whitehead behauptete in seinem Buch The Concept of Nature, dass die Dinge in der Natur, was er als Concresences bezeichnete, eine Konjunktion von Ereignissen sind, die eine Permanenz des Charakters beibehalten. Die Prozessphilosophie ist heraklitisch in dem Sinne, dass die fundamentale ontologische Kategorie die Veränderung ist. Charles Hartshorne entwickelte die Prozessphilosophie von Whitehead zur Prozesstheologie weiter.

### Analytische Philosophie
Die Mitte des 20. Jahrhunderts war der Beginn der Dominanz der analytischen Philosophie in Amerika. Die analytische Philosophie hatte, bevor sie nach Amerika kam, in Europa mit den Arbeiten von Gottlob Frege, Bertrand Russell, Ludwig Wittgenstein und den logischen Positivisten begonnen. Dem logischen Positivismus zufolge sind die Wahrheiten der Logik und der Mathematik Tautologien, und die der Wissenschaft sind empirisch überprüfbar. Alle anderen Behauptungen, einschließlich der Behauptungen der Ethik, Ästhetik, Theologie, Metaphysik und Ontologie, sind bedeutungslos (diese Theorie wird Verifikationismus genannt). Mit dem Aufstieg Adolf Hitlers und der NSDAP flohen viele Positivisten aus Deutschland nach Großbritannien und Amerika, was dazu beitrug, die Dominanz der analytischen Philosophie in den Vereinigten Staaten in den folgenden Jahren zu stärken.
W.V.O. Quine war zwar kein logischer Positivist, teilte aber deren Ansicht, dass die Philosophie in ihrem Streben nach intellektueller Klarheit und Verständnis der Welt Schulter an Schulter mit der Wissenschaft stehen sollte. In seinem Essay Two Dogmas of Empiricism kritisierte er die logischen Positivisten und die analytisch-synthetische Unterscheidung von Wissen und plädierte für sein „Web of Belief“, eine kohärentistische Theorie der Rechtfertigung. Da in Quines Erkenntnistheorie keine Erfahrungen isoliert auftreten, gibt es tatsächlich einen ganzheitlichen Ansatz für Wissen, bei dem jede Überzeugung oder Erfahrung mit dem Ganzen verwoben ist. Quine ist auch berühmt für die Erfindung des Begriffs „Gavagai“ als Teil seiner Theorie der Unbestimmtheit der Übersetzung.

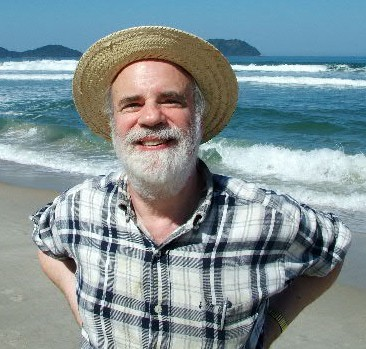
Saul Kripke (2005)

Saul Kripke, ein Schüler von Quine in Harvard, hat die analytische Philosophie nachhaltig beeinflusst. Kripke wurde in einer von Brian Leiter durchgeführten Umfrage unter die zehn wichtigsten Philosophen der letzten 200 Jahre gewählt. Kripke ist vor allem für vier Beiträge zur Philosophie bekannt: (1) Die Kripke-Semantik für modale und verwandte Logiken, die in mehreren Aufsätzen veröffentlicht wurde, als er noch ein Teenager war. (2) Seine 1970 in Princeton gehaltenen Vorlesungen Naming and Necessity (veröffentlicht 1972 und 1980), die die Sprachphilosophie erheblich umstrukturierten und, wie einige es ausgedrückt haben, „die Metaphysik wieder respektabel machten“. (3) Seine Interpretation der Philosophie Wittgensteins. (4) Seine Theorie der Wahrheit. Er hat auch wichtige Beiträge zur Mengenlehre geleistet (siehe zulässiges Ordinal und Kripke-Platek-Mengentheorie).
David Kellogg Lewis, ein weiterer Schüler von Quine in Harvard, ist bekannt für seine umstrittene Verfechtung des modalen Realismus, der Position, die besagt, dass es eine unendliche Anzahl konkreter und kausal isolierter möglicher Welten gibt, von denen die unsere eine ist. Diese möglichen Welten entstehen im Bereich der modalen Logik.
Thomas Kuhn war ein bedeutender Philosoph und Schriftsteller, der viel auf dem Gebiet der Wissenschaftsgeschichte und der Wissenschaftstheorie gearbeitet hat. Er ist berühmt für sein Werk The Structure of Scientific Revolutions, eines der meistzitierten akademischen Werke aller Zeiten. Das Buch argumentiert, dass die Wissenschaft durch verschiedene Paradigmen fortschreitet, wenn Wissenschaftler neue Rätsel finden, die es zu lösen gilt. Es folgt ein weitverbreitetes Ringen um Antworten auf Fragen, und es kommt zu einer Verschiebung der Weltanschauungen, die von Kuhn als Paradigmenwechsel bezeichnet wird. Das Werk gilt als ein Meilenstein der Wissenssoziologie.

### Rückkehr der politischen Philosophie

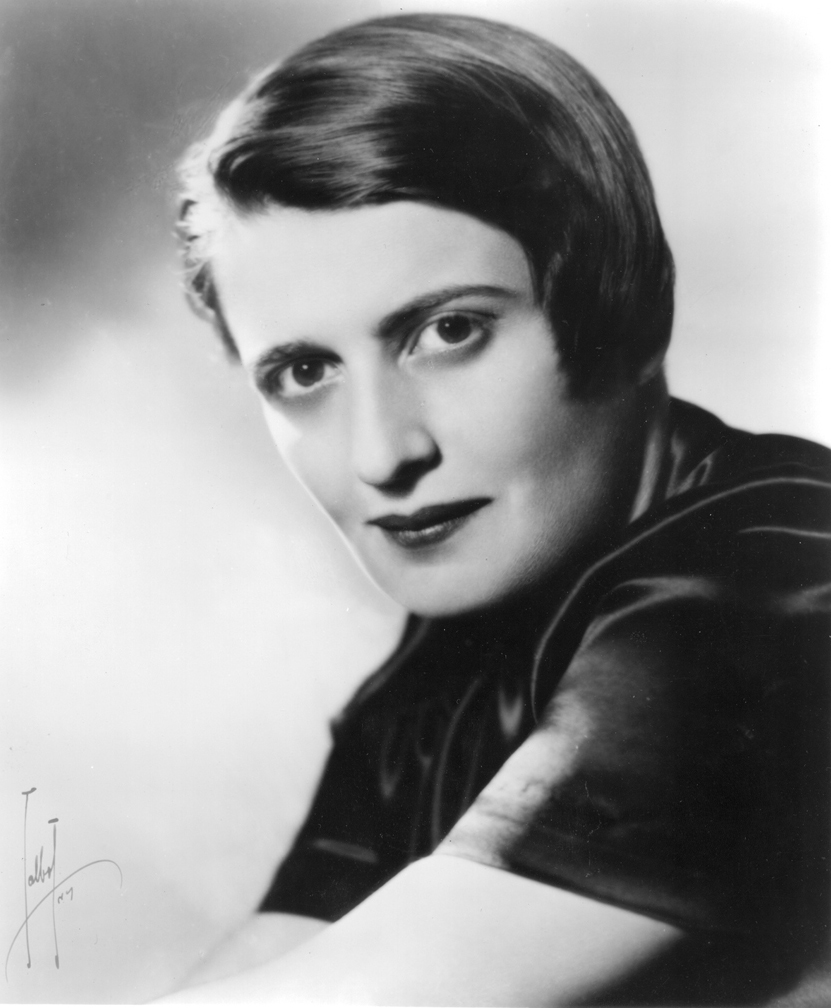
Ayn Rand propagierte den ethischen Egoismus

Während die analytischen Philosophen sich in der zweiten Hälfte des zwanzigsten Jahrhunderts mit dem Abstrakten und dem Begrifflichen beschäftigte, erfolgte erst in den 1970er Jahren eine Rückkehr zu sozialen und politischen Anliegen, die die amerikanische Philosophie zur Zeit der Gründung der Vereinigten Staaten dominiert hatten. Sehr populär wurden in dieser Zeit die Werke von Ayn Rand, die den ethischen Egoismus (die Praxis des Glaubenssystems, das sie Objektivismus nannte) in ihren Romanen The Fountainhead (1943) und Atlas Shrugged (1957) propagierte. Diese beiden Romane waren die Geburtsstunde der objektivistischen Bewegung und beeinflussten eine kleine Gruppe von Studenten, die sich The Collective nannte, zu der auch der junge Alan Greenspan gehörte, ein selbsternannter Libertärer, der später Vorsitzender der Federal Reserve wurde. Der Objektivismus vertritt die Ansicht, dass es eine objektive äußere Realität gibt, die mit der Vernunft erkannt werden kann, dass Menschen in Übereinstimmung mit ihrem eigenen rationalen Eigeninteresse handeln sollten und dass die richtige Form der wirtschaftlichen Organisation der Laissez-faire-Kapitalismus ist.
Einige akademische Philosophen haben die Qualität und intellektuelle Strenge von Rands Arbeit stark kritisiert, aber sie bleibt eine beliebte, wenn auch umstrittene Figur innerhalb der amerikanischen libertären Bewegung.
Im Jahr 1971 veröffentlichte John Rawls sein Buch A Theory of Justice. Das Buch legt Rawls’ Auffassung von Gerechtigkeit als Fairness dar, eine Version der Gesellschaftsvertragstheorie. Rawls verwendet einen konzeptionellen Mechanismus, der Schleier der Unwissenheit genannt wird, um seine Idee der ursprünglichen Position zu skizzieren. In Rawls’ Philosophie ist die ursprüngliche Position das Korrelat zum Hobbes'schen Naturzustand. In der ursprünglichen Position befinden sich die Menschen hinter dem Schleier der Unwissenheit, wodurch sie sich ihrer individuellen Eigenschaften und ihres Platzes in der Gesellschaft nicht bewusst sind, wie z. B. ihrer Rasse, Religion, ihres Reichtums usw. Die Prinzipien der Gerechtigkeit werden von rationalen Personen gewählt, während sie sich in dieser ursprünglichen Position befinden. Die beiden Gerechtigkeitsprinzipien sind das Prinzip der gleichen Freiheit und das Prinzip, das die Verteilung der sozialen und wirtschaftlichen Ungleichheiten regelt. Daraus argumentiert Rawls für ein System der Verteilungsgerechtigkeit gemäß dem Differenzprinzip, das besagt, dass alle sozialen und wirtschaftlichen Ungleichheiten zum größten Nutzen der am wenigsten Begünstigten sein müssen.
Der Libertäre Robert Nozick, der Rawls als Befürworter exzessiver staatlicher Kontrolle und der Verletzung von Rechten ansieht, veröffentlichte 1974 Anarchy, State, and Utopia. Das Buch plädiert für einen Minimalstaat und verteidigt die Freiheit des Individuums. Er argumentiert, dass die Rolle der Regierung auf „Polizeischutz, Landesverteidigung und die Verwaltung von Gerichten beschränkt sein sollte, während alle anderen Aufgaben, die üblicherweise von modernen Regierungen wahrgenommen werden – Bildung, Sozialversicherung, Wohlfahrt und so weiter – von religiösen Körperschaften, Wohltätigkeitsorganisationen und anderen privaten Institutionen übernommen werden sollten, die in einem freien Markt operieren“.
Nozick vertritt seine Auffassung der Anspruchstheorie der Gerechtigkeit, die besagt, dass, wenn jeder in der Gesellschaft seinen Besitz in Übereinstimmung mit den Prinzipien des Erwerbs, der Übertragung und der Berichtigung erworben hat, dann ist jedes Verteilungsmuster, egal wie ungleich die Verteilung sein mag, gerecht. Die Berechtigungstheorie der Gerechtigkeit besagt, dass „die Gerechtigkeit einer Verteilung zwar durch bestimmte historische Umstände bestimmt wird (im Gegensatz zu Endzustandstheorien), aber nichts damit zu tun hat, dass sie irgendeinem Muster entspricht, das garantiert, dass diejenigen, die am härtesten gearbeitet haben oder am meisten verdient haben, die meisten Anteile haben“. Er empfiehlt eine Rückkehr zu echten politischen Gemeinschaften, in denen Individuen ihre Tugenden richtig erwerben können.

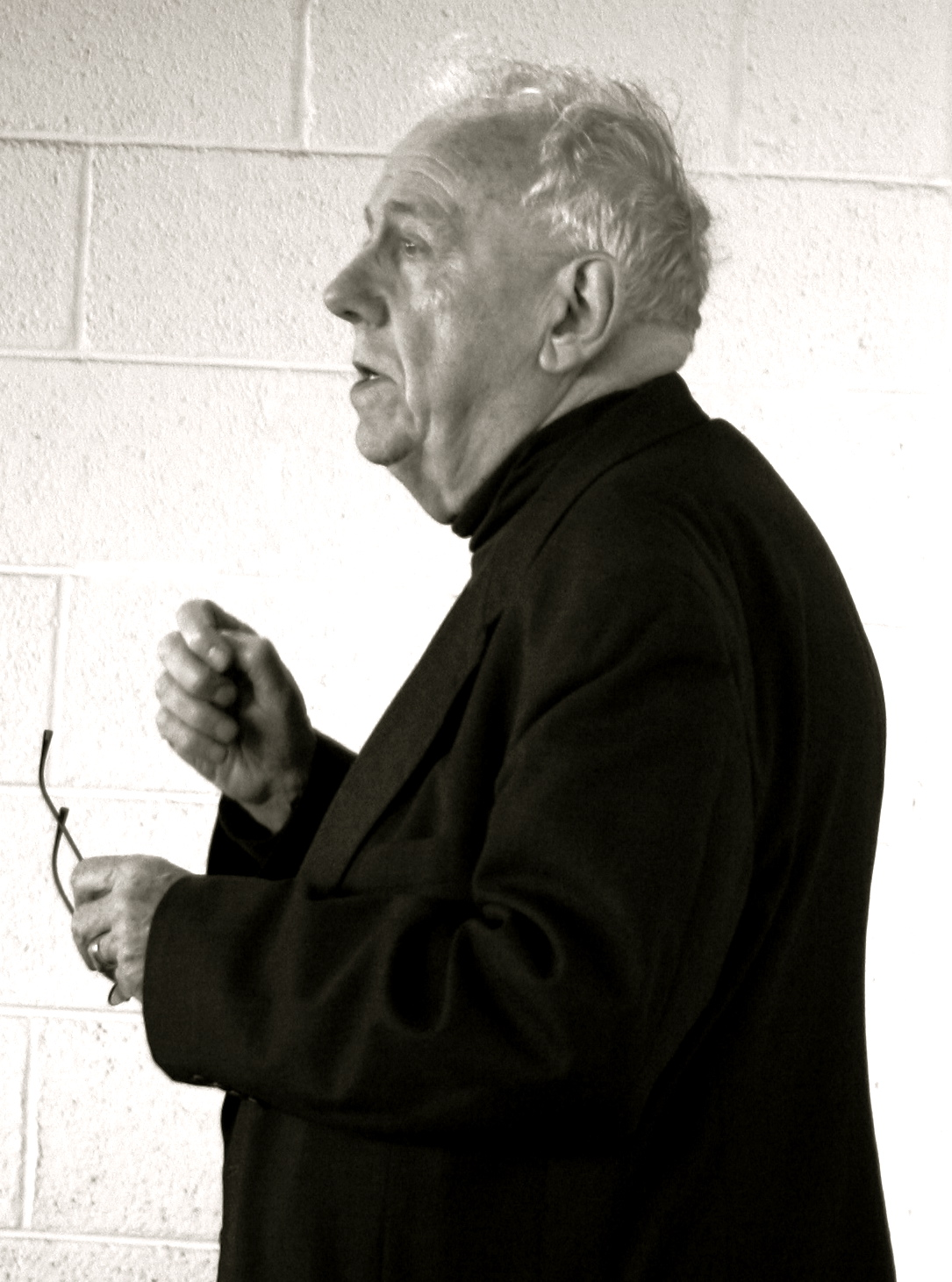
Alasdair MacIntyre erweckte das Interesse an der Tugendethik neu

Alasdair MacIntyre wurde zwar in Großbritannien geboren und ausgebildet, lebt und arbeitet aber seit dem Jahre 1970 in den Vereinigten Staaten. Er ist verantwortlich für das Wiederaufleben des Interesses an der Tugendethik, einer Moraltheorie, die zuerst von dem antiken griechischen Philosophen Aristoteles aufgestellt wurde.
Als prominenter thomistischer politischer Philosoph vertritt er die Ansicht, dass „die moderne Philosophie und das moderne Leben durch das Fehlen eines kohärenten moralischen Codes gekennzeichnet sind und dass die große Mehrheit der Individuen, die in dieser Welt leben, keinen sinnvollen Sinn in ihrem Leben haben und auch keine echte Gemeinschaft haben“. Er empfiehlt eine Rückkehr zu echten politischen Gemeinschaften, in denen Individuen ihre Tugenden richtig erwerben können.
Außerhalb der akademischen Philosophie rückten politische und soziale Anliegen mit der Bürgerrechtsbewegung und den Schriften von Martin Luther King Jr. in den Mittelpunkt. King war ein amerikanischer christlicher Geistlicher und Aktivist, der für die Förderung der Bürgerrechte durch Gewaltlosigkeit und zivilen Ungehorsam bekannt war.

### Feminismus

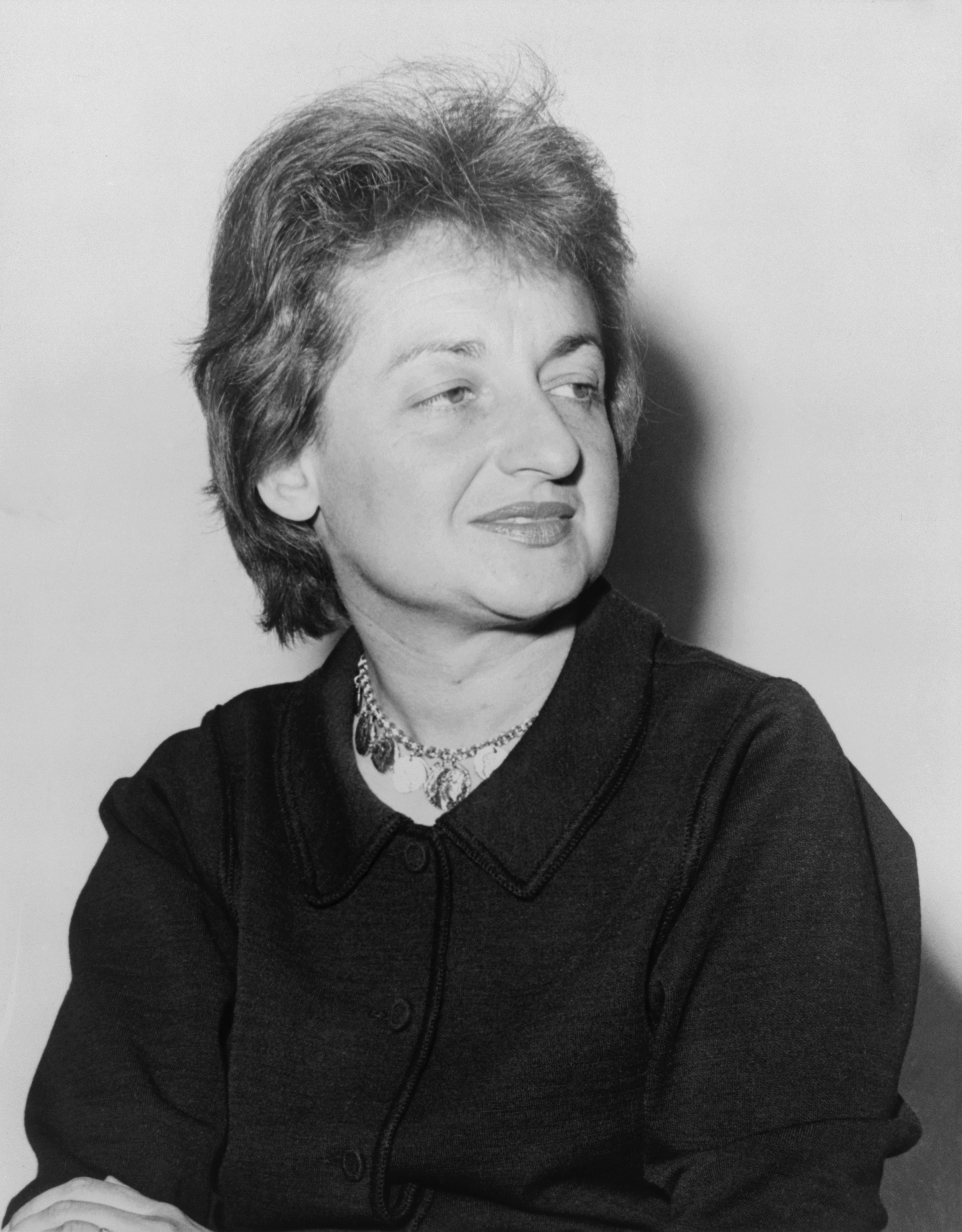
Betty Friedan prägte die feministische Debatte der 1960er und 1970er Jahre

Während der frühere Feminismus, der von Schriftstellerinnen wie Sarah Grimké, Charlotte Perkins Gilman, Elizabeth Cady Stanton und Anne Hutchinson vertreten wurde, hauptsächlich literarischen Charakter hatte, beeinflusste die feministische Bewegung der 1960er und 1970er Jahre, als Feminismus der zweiten Welle bekannt, auch die philosophischen Debatte.
Breit diskutiert wurde dabei das 1963 erschienene Buch The Feminine Mystique von  Betty Friedan. Dazu gesellten sich andere feministische Philosophinnen, wie Alicia Ostriker und Adrienne Rich. Diese Philosophinnen kritisierten grundlegende Annahmen und Werte wie Objektivität und die ihrer Meinung nach männlich geprägten Ansätze der Ethik, wie z. B. rechtsbasierte politische Theorien. Sie behaupteten, dass es so etwas wie eine wertneutrale Untersuchung nicht gibt, und sie versuchten, die sozialen Dimensionen philosophischer Fragen zu analysieren.

## Zeitgenössische Philosophie

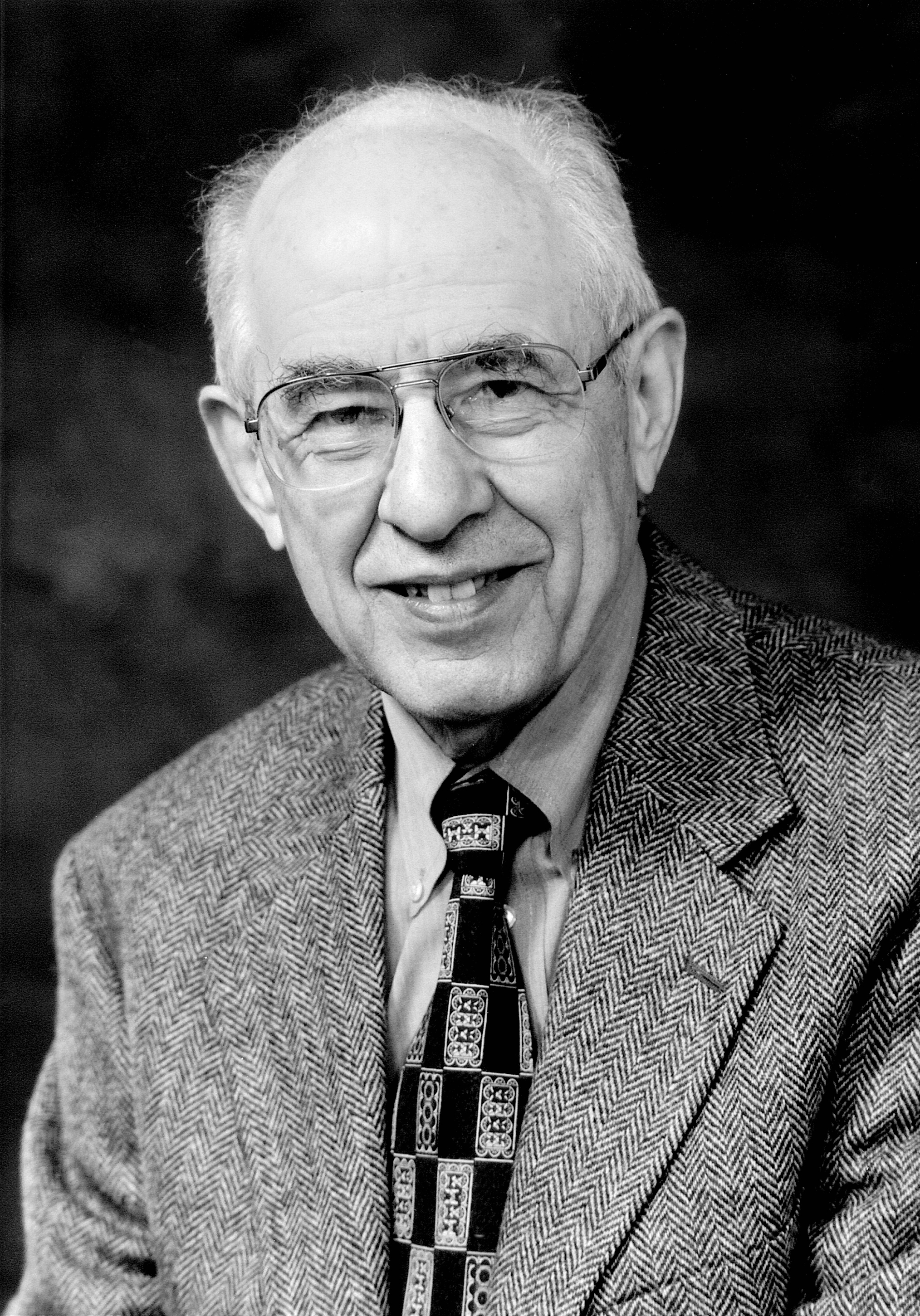
Hilary Putnam war maßgeblich verantwortlich für ein Wiederaufleben des Interesses am Pragmatismus

Gegen Ende des 20. Jahrhunderts kam es zu einem Wiederaufleben des Interesses am Pragmatismus. Maßgeblich verantwortlich dafür waren Hilary Putnam und Richard Rorty. Rorty erregte Aufmerksamkeit mit seinen Werken Philosophy and the Mirror of Nature und Philosophy and Social Hope. Hilary Putnam ist bekannt für seinen Quasi-Empirismus in der Mathematik, seine Infragestellung des Gedankenexperiments „Gehirn im Tank“ und seine Arbeiten zur Philosophie des Geistes, Sprachphilosophie und Wissenschaftstheorie.
Parallel zum Wiederaufleben des Pragmatismus rückte die Philosophie des Geistes in den Mittelpunkt der philosophischen Diskussion in den Vereinigten Staaten. Philosophen wie Hilary Putnam, Donald Davidson, Daniel Dennett, Douglas Hofstadter, John Searle, sowie Patricia und Paul Churchland setzen die Diskussion über Themen wie die Natur des Geistes und das harte Problem des Bewusstseins fort, das von dem australischen Philosophen David Chalmers aufgezeigt wurde.
Im frühen 21. Jahrhundert gewann die embodied cognition – als Theorie der Geist-Körper-Welt-Integration – an Bedeutung. Philosophen wie Shaun Gallagher und Alva Noë, sowie britische Philosophen wie Andy Clark verteidigen diese Sichtweise und betrachten sie als eine natürliche Weiterentwicklung des Pragmatismus und des Denkens von Kant, Heidegger und Merleau-Ponty.
In der Rechtsphilosophie wurden die Arbeiten von Ronald Dworkin und Richard Posner breit diskutiert. Posner vertritt eine ökonomische Analyse des Rechts, eine Theorie, die die Mikroökonomie nutzt, um rechtliche Regeln und Institutionen zu verstehen.
Dworkin ist berühmt für seine Theorie des Rechts als Integrität und des juristischen Interpretivismus, insbesondere wie er sie in seinem Buch Law's Empire darstellt.
Der Philosoph Cornel West ist bekannt für seine Analyse des amerikanischen kulturellen Lebens in Bezug auf Rassen-, Gender- und Klassenfragen sowie für seine Verbindungen zum Pragmatismus und Transzendentalismus.
Im Feld der Religionsphilosophie wurde der christlich-analytische Philosoph Alvin Plantinga bekannt. Plantinga verteidigt den freien Willen in Bezug auf das logische Problem des Bösen, vertritt ein evolutionäres Argument gegen den Naturalismus und eine modale Version des ontologischen Arguments für die Existenz Gottes. Michael C. Rea hat Plantingas Gedanken weiterentwickelt, indem er behauptet, dass sowohl der Naturalismus als auch der Supernaturalismus Forschungsprogramme sind, die als Grundlage für die Forschung angenommen werden müssen.